# Ash Shamal
Ash Shamal (Arabisch: بلدية الشمال, baladīyat aš-Šamāl) is een gemeente in Qatar.
Ash Shamal telde in 2004 bij de volkstelling 4.915 inwoners.
Al Ghuwariyah · Al Jumaliyah · Al Khawr · Al Wakrah · Ar Rayyan · Ash Shamal · Doha · Jariyan al Batnah · Mesaieed · Umm Salal